# Coppa del Mondo di rugby 2003
La Coppa del Mondo di rugby 2003 (in inglese 2003 Rugby World Cup) fu la 5ª edizione della Coppa del Mondo di rugby, massima competizione internazionale di rugby a 15 organizzata dall'International Rugby Board (IRB).
Si tenne dal 10 ottobre al 22 novembre 2003 in Australia e, oltre a essere la seconda edizione di torneo dell'epoca professionistica del rugby a 15, fu anche la seconda a svolgersi interamente in un solo Paese; come sedici anni prima, infatti, l'allestimento del torneo avrebbe dovuto essere congiuntamente in carico ai due Paesi dell'Australasia, ma questioni organizzative interne alla Nuova Zelanda (NZRU) spinsero l'IRB ad affidare la conduzione dell'evento alla sola federazione australiana (ARU).
Il torneo fu ospitato da 10 città e 11 stadi: Sydney infatti fornì infatti due impianti per un totale di 12 incontri mentre la struttura più impiegata fu Lang Park a Brisbane con 9 incontri ospitati.
A laurearsi campione del mondo fu l'Inghilterra, prima compagine dell'Emisfero Nord a vincere la competizione: la gara per il titolo fu una riproposizione di quella di dodici anni prima a Londra contro l'Australia, ma al contrario di quella fu la formazione britannica a prevalere, grazie a una segnatura nei secondi finali del tempo supplementare, al termine di una delle finali giudicate più spettacolari della storia del torneo.
Dal punto di vista regolamentare, con tale edizione della Coppa si inaugurò la formula di venti squadre su quattro gironi con le prime due di ognuno di essi a procedere alla fase a play-off, e l'adozione del punteggio dell'Emisfero Sud nella fase a gironi.
Il valore delle marcature, come stabilito dall’IRFB nel 1992, era: 5 punti per ciascuna meta (7 se trasformata), 3 punti per la realizzazione di ciascun calcio piazzato, idem per il drop.

## Storia

### L'organizzazione
Dopo l'edizione del 1999 tenutasi formalmente in casa del Galles ma ospitata da tutte le isole britanniche e la Francia, l'IRB tornò nell'Emisfero Sud e prese in esame l'idea di un affidamento congiunto della manifestazione ad Australia e Nuova Zelanda, così come accadde per la prima edizione del torneo nel 1987.
L'ARU, pertanto, chiese alla NZRU di presentare il proprio piano finanziario e operativo per ospitare 23 delle 48 partite previste nella manifestazione, ma quest'ultima fu irremovibile su questioni riguardanti l'attività sportiva interna: ospitare la Coppa del Mondo avrebbe significato fermare il proprio campionato nazionale provinciale (fonte di cospicui introiti dai partner commerciali) e, soprattutto, consegnare gli stadi al comitato organizzatore della Coppa libero da pubblicità e posti riservati agli sponsor, il che avrebbe significato perdita di incassi sicuri.
L'allora presidente della NZRU Murray McCaw dichiarò che la federazione non aveva intenzione di «ipotecare il proprio futuro per correr dietro ai capricci del comitato organizzatore», anche se voci interne alle due federazioni oceaniane riferivano alla stampa che i mancati introiti del campionato nazionale fossero solo il pretesto per non accettare un accordo economico che minacciava di non rendere alla NZRU quanto sperato, per di più all'interno di un quadro di rapporti conflittuali con l'ARU a causa del veto neozelandese all'espansione dell'allora Super 12 (campionato professionistico per franchise australiane, neozelandesi e sudafricane).

Localizzazione dei Paesi qualificati alla Coppa del Mondo 2003

A seguito di ciò, a marzo 2002 l'IRB ritirò l'invito alla NZRU e chiese all'ARU di presentare entro 4 mesi da allora il nuovo piano di organizzazione della Coppa; il mese successivo l'Australia fu ufficialmente annunciata come Paese organizzatore e nello stesso comunicato l'IRB non mancò di criticare l'atteggiamento della NZRU.
Il sorteggio dei gironi fu effettuato il 7 marzo 2002 a qualificazioni ancora in corso.
Di conseguenza, eccezion fatta per le otto ammesse di diritto (le quartifinaliste dell'edizione 1999), sorteggiate a coppie come prime due teste di serie di ogni girone, non erano noti i nomi delle squadre che esse avrebbero affrontato.
Nel girone A, alle due teste di serie Australia e Argentina furono abbinate Europa 1, Europa 4 (che successivamente risultarono essere Irlanda e Romania) e Africa 1 (Namibia); nel girone B Francia e Scozia furono sorteggiate insieme ad Asia 1 (Giappone), Oceania 1 (Figi) e Ripescaggi 1 (Stati Uniti).
Il girone C vide di fronte, oltre alle due qualificate Sudafrica e Inghilterra, Europa 3 (successivamente rivelatasi essere la Georgia), Americhe 2 (Uruguay) e Oceania 2 (Samoa); infine, nel girone D, gli avversari di Nuova Zelanda e Galles furono Europa 2 (Italia), Americhe 1 (Canada) e Ripescaggi 2 (Tonga).
Due mesi dopo il sorteggio, l'ARU rese note anche le città dove il torneo si sarebbe svolto: ampiamente prevedibili le scelte di popolosi centri come Sydney, Brisbane, Melbourne, Perth, Canberra o Adelaide, furono selezionate anche località emergenti ma con impianti idonei a ospitare una manifestazione internazionale, che nel 2001 avevano già visto esibirsi i British Lions: Townsville in Queensland, Launceston in Tasmania, Gosford e Wollongong in Nuovo Galles del Sud.
Originariamente, al pari di Sydney, anche Brisbane avrebbe dovuto ospitare la manifestazione con due stadi: insieme al più capiente Lang Park era previsto il sostegno di Ballymore, che così sarebbe stato l'unico impianto ad avere ospitato le due edizioni di Coppa del Mondo tenutesi fino ad allora in Australia, ma successivamente la scelta ricadde sul solo Lang Park: quindi nessuna delle sedi australiane della Coppa del Mondo 1987 fu riutilizzata nel 2003.

### Il torneo

#### La fase a gironi

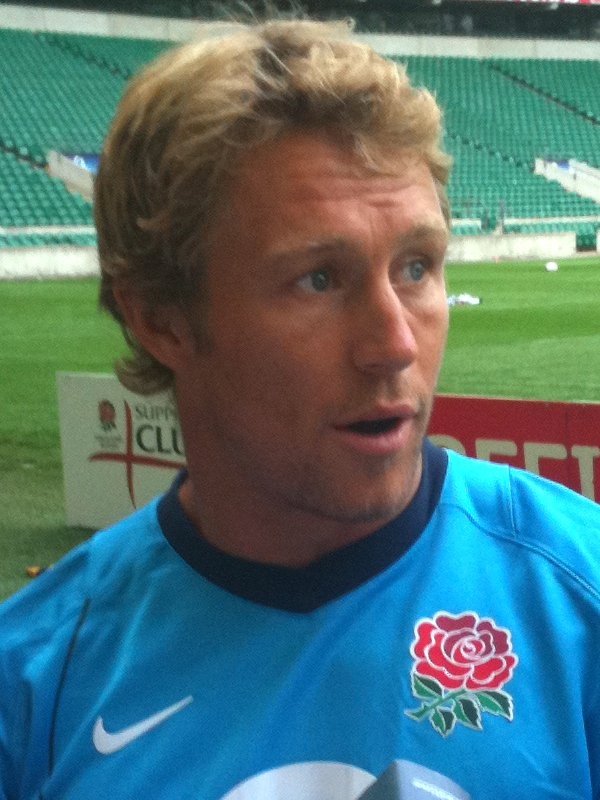
L'inglese Jonny Wilkinson, miglior marcatore e miglior giocatore della Coppa 2003

Viste le critiche alla controversa formula dell'edizione 1999 (cinque gironi da quattro squadre e un complesso sistema di barrage che ripescava anche una terza classificata), riassunte dall'allora C.T. dell'Irlanda Warren Gatland il quale lamentò il fatto che in certe condizioni fosse più conveniente perdere e accedere ai barrage per incontrare ai quarti di finale un avversario più abbordabile, nel 2003, fatta salva la composizione del torneo a 20 squadre, si passò a quattro gironi con cinque squadre ciascuna, con passaggio ai quarti di finale riservato solo alle prime due classificate.
Dal punto di vista del risultato sportivo la competizione non riservò sorprese: quasi un anno prima dell'inizio del torneo l'ex rugbista gallese Jonathan Davies, dalle colonne dell'Independent, dichiarava di aspettarsi alla fine della fase a gironi una griglia di play-off che vedesse accoppiate nei quarti di finale Nuova Zelanda e Sudafrica, Australia e Scozia, Francia e Irlanda e infine Inghilterra e Galles, aggiungendo di ritenere Nuova Zelanda, Australia, Francia e Inghilterra come più che probabili semifinaliste.
Tutti i pronostici di Davies furono rispettati: Australia, Francia, Inghilterra e Nuova Zelanda vinsero i propri gironi con quattro vittorie su altrettanti incontri: le due squadre dell'Emisfero Sud furono le più prolifiche, con i neozelandesi a vincere tutti i loro incontri con non meno di 50 punti marcati a partita (l'Italia, che quattro anni prima aveva subito un rovescio di 101 punti dagli All Blacks, nel 2003 limitò il passivo a 70); le uniche incertezze riguardarono la qualificazione ai quarti, proprio nel gruppo degli All Blacks, di una tra Italia e Galles che fu decisa all'ultima partita quando i britannici prevalsero 27-15 sulla squadra azzurra e, nel gruppo dell'Inghilterra, la testa del gruppo, in palio tra quest'ultima e il Sudafrica, questione tuttavia risoltasi a favore dei Bianchi di Clive Woodward nell'incontro diretto, vinto 25-6 con Jonny Wilkinson a realizzare 20 punti.
Nel torneo si misero in luce le ampie distanze ancora esistenti tra le squadre abituate all'alto livello e quelle emergenti: nella fase a gironi due squadre marcarono almeno cento punti in un incontro Australia ‒ Namibia 142-0, la peggiore sconfitta in assoluto della formazione africana e Inghilterra ‒ Uruguay 111-13) e altre due almeno novanta Nuova Zelanda ‒ Tonga 91-7 e di nuovo l'Australia, vincitrice 90-8 sulla Romania).

#### Iplay-off

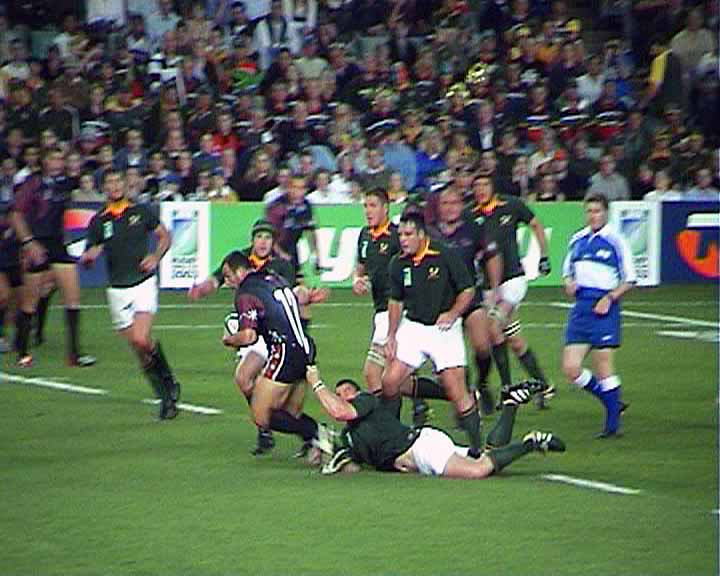
Un'azione di gioco in Sudafrica ‒ Georgia nella fase a gironi

La prima squadra a raggiungere la semifinale fu la Nuova Zelanda che a Melbourne ebbe la meglio per 29-9 su un Sudafrica dominato sul piano fisico prima ancora che su quello del gioco: gli Springbok non andarono oltre tre calci piazzati di Hougaard mentre gli All Blacks marcarono tre mete e realizzarono altri 14 punti al piede.
Anche l'Australia prevalse sulla Scozia a Brisbane benché nel primo tempo i meno accreditati britannici fossero riusciti a fissare il punteggio sul 9-9 senza mete; nella ripresa tre mete australiane di Mortlock, Gregan e Lyons in meno di venti minuti chiusero definitivamente l'incontro.
Senza storia invece l'altro quarto disputatosi a Melbourne, quello tra Francia e Irlanda, dominato nettamente 43-21 dai Bleus che chiusero il primo tempo 27-0; nel secondo tempo un rilassamento francese portò a due tardive mete irlandesi anche se il risultato era oramai a loro sfavore.
Più combattuto, altresì, il secondo quarto tenutosi a Brisbane in cui al Galles non bastarono tre mete per battere l'Inghilterra che sfruttò la grande precisione ai calci di Jonny Wilkinson, autore di 23 punti i quali, uniti alla meta inglese di Greenwood, diedero alla sua squadra la vittoria per 28-17.

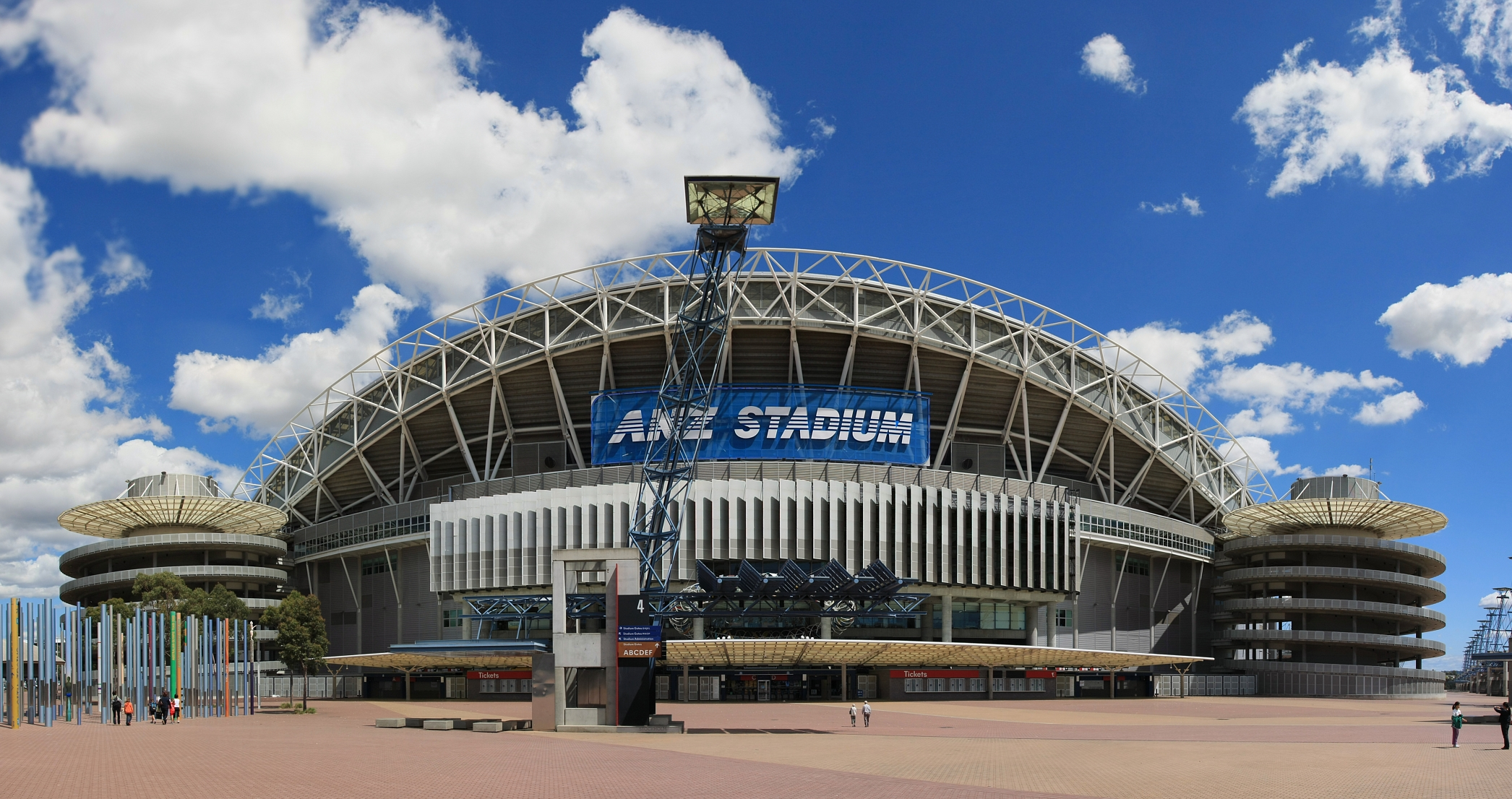
Lo Stadium Australia, sede delle semifinali e della finale

Le due semifinali, entrambe di scena allo Stadium Australia di Sydney, di fatto ebbero la funzione di designare una rappresentante in finale per ciascun emisfero.
La prima di esse fu tra gli All Blacks e i padroni di casa australiani e si instradò quasi subito in direzione di questi ultimi: dopo dieci minuti di gioco il mediano di mischia neozelandese Spencer tentò un passaggio rischioso al compagno Muliaina, ma il Wallaby Mortlock lo intercettò e andò in meta dopo una corsa solitaria di 75 metri, marcando i primi punti australiani dell'incontro; nonostante il pareggio di mete quasi a fine primo tempo a opera di Thorne, l'Australia mostrò più disciplina guadagnando molti calci piazzati e sopravanzando gli avversari di 12 punti grazie a quattro segnature al piede, per un totale di 22-10.
Il giorno dopo, sotto una pioggia torrenziale, un'Inghilterra molto razionale e disciplinata (trovatasi due volte in superiorità numerica per momentanea espulsione di due avversari, uno per tempo) riuscì a sopperire alla mancanza di segnature (al termine furono solo due le mete marcate dagli inglesi in tutta la fase a play-off) con 24 punti di Jonny Wilkinson, tre drop e cinque calci franchi, mentre i rivali d'Oltremanica si fermarono a una meta di Betsen trasformata; come 12 anni prima a Londra, quindi, la finale fu, sia pure a campi invertiti, Australia ‒ Inghilterra; per gli Wallabies si trattò della terza finale, prima assoluta per la squadra detentrice del titolo; per i Bianchi invece la seconda dopo quella persa di Twickenham.
Il 22 novembre si tenne la finale, sempre allo Stadium Australia, due giorni dopo la vittoria 40-13 della Nuova Zelanda nella gara di consolazione contro la Francia.
L'australiano Lote Tuqiri portò avanti i campioni uscenti 5-0, ma prima della mezz'ora di gioco Wilkinson, con tre calci piazzati, ribaltò il risultato e diede all'Inghilterra il momentaneo 9-5, consolidato a fine primo tempo con una meta di Jason Robinson per il 14-5 parziale della formazione di Woodward; nella ripresa due piazzati di Elton Flatley portarono gli Wallabies sotto di tre punti e, proprio allo scadere, un'ennesima occasione dalla piazzola portò l'incontro 14-14 e ai supplementari.
Quasi subito dopo l'inizio del prolungamento Wilkinson portò nuovamente l'Inghilterra avanti 17-14, ma a tre minuti dalla fine dei supplementari Flatley trasformò il suo quarto calcio piazzato e ristabilì per l'ennesima volta la parità, 17-17.
Quando ormai la partita sembrava instradata verso il terzo supplementare secco di spareggio, Jonny Wilkinson ricevette palla dal mediano di mischia Dawson in uscita da un raggruppamento avanzante e, da circa 25 metri dai pali australiani calciò un pallone in drop di destro che fissò il punteggio sul 20-17 mentre il tempo scadeva.
Con tale vittoria l'Inghilterra divenne la prima squadra dell'Emisfero Nord ad aggiudicarsi il torneo.
In base a un sondaggio tra tifosi di 15 Paesi condotto nel 2015 da Mastercard, uno degli sponsor del torneo, il drop di Wilkinson risultò il momento giudicato più iconico e spettacolare della Coppa del Mondo, persino più della consegna del trofeo a François Pienaar da parte di Nelson Mandela nell'edizione 1995.

## Squadre qualificate
|                        | Africa                               | Americhe                                     | Asia                | Europa                                                                                    | Oceania                                                                 | Ripescaggi                                          |
| Ammissioni automatiche | - Sudafrica (semifinalista CdM 1999) | - Argentina (quartifinalista CdM 1999)       |                     | - Francia (finalista CdM 1999) - Galles - Inghilterra - Scozia (quartifinaliste CdM 1999) | - Australia (campione uscente) - Nuova Zelanda (semifinalista CdM 1999) |                                                     |
| Qualificazioni         | - Namibia (Africa 1)                 | - Canada (Americhe 1) - Uruguay (Americhe 2) | - Giappone (Asia 1) | - Irlanda (Europa 1) - Italia (Europa 2) - Georgia (Europa 3) - Romania (Europa 4)        | - Figi (Oceania 1) - Samoa (Oceania 2)                                  | - Stati Uniti (Ripescaggi 1) - Tonga (Ripescaggi 2) |

## Impianti
| Città      | Impianto                | Capacità | Incontri |
| ---------- | ----------------------- | -------- | -------- |
| Adelaide   | Adelaide Oval           | 33597    | 2        |
| Brisbane   | Lang Park               | 52500    | 9        |
| Canberra   | Canberra Stadium        | 25011    | 4        |
| Gosford    | Central Coast Stadium   | 20059    | 3        |
| Launceston | York Park               | 19891    | 1        |
| Melbourne  | Docklands Stadium       | 56347    | 7        |
| Perth      | Subiaco Oval            | 42922    | 5        |
| Sydney     | Stadium Australia       | 83500    | 7        |
| Sydney     | Sydney Football Stadium | 42500    | 5        |
| Townsville | Willows Sports Complex  | 26500    | 3        |
| Wollongong | Wollongong Showground   | 18484    | 2        |

## Formula
Le 20 squadre furono divise in 4 gironi da 5 squadre ciascuna che si affrontarono con il metodo del girone all'italiana.
Il punteggio assegnato, per la prima volta, fu quello in vigore nel Tri Nations dell'Emisfero Sud: 4 punti per la vittoria, 2 ciascuno per il pareggio e zero per la sconfitta e, in aggiunta a ciò, un punto eventuale alla squadra sconfitta con sette o meno punti nonché un ulteriore punto alla squadra autrice di almeno quattro mete nell'incontro, indipendentemente dal risultato.
Le prime due classificate di ogni girone si qualificarono ai quarti di finale: la prima e la seconda del girone A rispettivamente conto la seconda e la prima del girone B, e stesso incrocio per i gironi C e D.
Nelle fasi a eliminazione diretta, al fine di determinare la squadra vincitrice, fu istituito un terzo tempo supplementare dopo i due già previsti dal regolamento generale, analogo al golden goal del calcio: la prima squadra che avesse marcato punti avrebbe vinto l'incontro.
In caso di ulteriore parità fu previsto uno spareggio ai calci piazzati: ogni squadra aveva a disposizione 5 calci dalla linea dei 22 metri per realizzare, con 5 giocatori diversi tra quelli in campo al fischio finale, il maggior numero di punti; in caso di parità anche dopo tale serie, si sarebbe proceduto a oltranza un calcio per squadra fino a che, a pari numero di calci, una delle due spareggiasse.
Entrambe le semifinali, nonché la finale per il terzo e il primo posto, si tennero allo Stadium Australia di Sydney.

## Gironi
| Girone A                                              | Girone B                                           | Girone C                                              | Girone D                                           |
| ----------------------------------------------------- | -------------------------------------------------- | ----------------------------------------------------- | -------------------------------------------------- |
| - Argentina - Australia - Irlanda - Namibia - Romania | - Francia - Figi - Giappone - Scozia - Stati Uniti | - Georgia - Inghilterra - Samoa - Sudafrica - Uruguay | - Canada - Galles - Italia - Nuova Zelanda - Tonga |

## Fase a gironi

### Girone A
| Data       | Incontro              | Risultato | Sede       |
| ---------- | --------------------- | --------- | ---------- |
| 10-10-2003 | Australia — Argentina | 24-8      | Sydney     |
| 10-10-2003 | Irlanda — Romania     | 45-17     | Gosford    |
| 14-10-2003 | Argentina — Namibia   | 67-14     | Gosford    |
| 18-10-2003 | Australia — Romania   | 90-8      | Brisbane   |
| 19-10-2003 | Irlanda — Namibia     | 64-7      | Sydney     |
| 22-10-2003 | Argentina — Romania   | 50-3      | Sydney     |
| 25-10-2003 | Australia — Namibia   | 142-0     | Adelaide   |
| 26-10-2003 | Argentina — Irlanda   | 15-16     | Adelaide   |
| 30-10-2003 | Namibia — Romania     | 7-37      | Launceston |
| 1-11-2003  | Australia — Irlanda   | 17-16     | Melbourne  |

#### Classifica
| Pos | Squadra   | G | V | N | P | PF  | PS  | P±   | BP | PT |
| --- | --------- | - | - | - | - | --- | --- | ---- | -- | -- |
| A1  | Australia | 4 | 4 | 0 | 0 | 273 | 32  | 241  | 2  | 18 |
| A2  | Irlanda   | 4 | 3 | 0 | 1 | 141 | 56  | 85   | 3  | 15 |
| A3  | Argentina | 4 | 2 | 0 | 2 | 140 | 57  | 83   | 3  | 11 |
| A4  | Romania   | 4 | 1 | 0 | 3 | 65  | 192 | −127 | 1  | 5  |
| A5  | Namibia   | 4 | 0 | 0 | 4 | 28  | 310 | −282 | 0  | 0  |

### Girone B
| Data       | Incontro               | Risultato | Sede       |
| ---------- | ---------------------- | --------- | ---------- |
| 11-10-2003 | Francia — Figi         | 61-18     | Brisbane   |
| 12-10-2003 | Scozia — Giappone      | 32-11     | Townsville |
| 15-10-2003 | Figi — Stati Uniti     | 19-18     | Brisbane   |
| 18-10-2003 | Francia — Giappone     | 51-29     | Townsville |
| 20-10-2003 | Scozia — Stati Uniti   | 39-15     | Brisbane   |
| 23-10-2003 | Figi — Giappone        | 41-13     | Townsville |
| 25-10-2003 | Francia — Scozia       | 51-9      | Sydney     |
| 27-10-2003 | Giappone — Stati Uniti | 26-39     | Gosford    |
| 31-10-2003 | Francia — Stati Uniti  | 41-14     | Wollongong |
| 1-11-2003  | Scozia — Figi          | 22-20     | Sydney     |

#### Classifica
| Pos | Squadra     | G | V | N | P | PF  | PS  | P±  | BP | PT |
| --- | ----------- | - | - | - | - | --- | --- | --- | -- | -- |
| B1  | Francia     | 4 | 4 | 0 | 0 | 204 | 70  | 134 | 4  | 20 |
| B2  | Scozia      | 4 | 3 | 0 | 1 | 102 | 97  | 5   | 2  | 14 |
| B3  | Figi        | 4 | 2 | 0 | 2 | 98  | 114 | −16 | 1  | 9  |
| B4  | Stati Uniti | 4 | 1 | 0 | 3 | 86  | 125 | −39 | 2  | 6  |
| B5  | Giappone    | 4 | 0 | 0 | 4 | 79  | 163 | −84 | 0  | 0  |

### Girone C
| Data       | Incontro                | Risultato | Sede      |
| ---------- | ----------------------- | --------- | --------- |
| 11-10-2003 | Sudafrica — Uruguay     | 72-6      | Perth     |
| 12-10-2003 | Inghilterra — Georgia   | 84-6      | Perth     |
| 15-10-2003 | Samoa — Uruguay         | 60-13     | Perth     |
| 18-10-2003 | Sudafrica — Inghilterra | 6-25      | Perth     |
| 19-10-2003 | Georgia — Samoa         | 9-46      | Perth     |
| 24-10-2003 | Sudafrica — Georgia     | 46-19     | Sydney    |
| 26-10-2003 | Inghilterra — Samoa     | 35-22     | Melbourne |
| 28-10-2003 | Georgia — Uruguay       | 12-24     | Sydney    |
| 1-11-2003  | Sudafrica — Samoa       | 60-10     | Brisbane  |
| 2-11-2003  | Inghilterra — Uruguay   | 111-13    | Brisbane  |

#### Classifica
| Pos | Squadra     | G | V | N | P | PF  | PS  | P±   | BP | PT |
| --- | ----------- | - | - | - | - | --- | --- | ---- | -- | -- |
| C1  | Inghilterra | 4 | 4 | 0 | 0 | 255 | 47  | 208  | 3  | 19 |
| C2  | Sudafrica   | 4 | 3 | 0 | 1 | 184 | 60  | 124  | 3  | 15 |
| C3  | Samoa       | 4 | 2 | 0 | 2 | 138 | 117 | 21   | 2  | 10 |
| C4  | Uruguay     | 4 | 1 | 0 | 3 | 56  | 255 | −199 | 0  | 4  |
| C5  | Georgia     | 4 | 0 | 0 | 4 | 46  | 200 | −154 | 0  | 0  |

### Girone D
| Data       | Incontro               | Risultato | Sede       |
| ---------- | ---------------------- | --------- | ---------- |
| 11-10-2003 | Nuova Zelanda — Italia | 70-7      | Melbourne  |
| 12-10-2003 | Galles — Canada        | 41-10     | Melbourne  |
| 15-10-2003 | Italia — Tonga         | 36-12     | Canberra   |
| 17-10-2003 | Nuova Zelanda — Canada | 68-6      | Melbourne  |
| 19-10-2003 | Galles — Tonga         | 27-20     | Canberra   |
| 21-10-2003 | Italia — Canada        | 19-14     | Canberra   |
| 24-10-2003 | Nuova Zelanda — Tonga  | 91-7      | Brisbane   |
| 25-10-2003 | Italia — Galles        | 15-27     | Canberra   |
| 29-10-2003 | Canada — Tonga         | 24-7      | Wollongong |
| 2-11-2003  | Nuova Zelanda — Galles | 53-37     | Sydney     |

#### Classifica
| Pos | Squadra       | G | V | N | P | PF  | PS  | P±   | BP | PT |
| --- | ------------- | - | - | - | - | --- | --- | ---- | -- | -- |
| D1  | Nuova Zelanda | 4 | 4 | 0 | 0 | 282 | 57  | 225  | 4  | 20 |
| D2  | Galles        | 4 | 3 | 0 | 1 | 132 | 98  | 34   | 2  | 14 |
| D3  | Italia        | 4 | 2 | 0 | 2 | 77  | 123 | −46  | 0  | 8  |
| D4  | Canada        | 4 | 1 | 0 | 3 | 54  | 135 | −81  | 1  | 5  |
| D5  | Tonga         | 4 | 0 | 0 | 4 | 46  | 178 | −132 | 1  | 1  |

## Play-off
|  | Quarti di finale      | Quarti di finale      | Quarti di finale      |                       |                       | Semifinali          | Semifinali          | Semifinali          |                     |                     | Finale              | Finale              | Finale              |                     |                     |
|  |                       |                       |                       |                       |                       |                     |                     |                     |                     |                     |                     |                     |                     |                     |                     |
|  | 8 novembre, Melbourne |                       |                       |                       |                       |                     |                     |                     |                     |                     |                     |                     |                     |                     |                     |
|  | D1                    | Nuova Zelanda         | 29                    |                       |                       |                     |                     |                     |                     |                     |                     |                     |                     |                     |                     |
|  | C2                    | Sudafrica             | 9                     |                       |                       | 15 novembre, Sydney | 15 novembre, Sydney | 15 novembre, Sydney | 15 novembre, Sydney | 15 novembre, Sydney |                     |                     |                     |                     |                     |
|  |                       |                       |                       |                       |                       | Nuova Zelanda       | 10                  |                     |                     |                     |                     |                     |                     |                     |                     |
|  | 8 novembre, Brisbane  | 8 novembre, Brisbane  | 8 novembre, Brisbane  | 8 novembre, Brisbane  |                       |                     | Australia           | 22                  |                     |                     |                     |                     |                     |                     |                     |
|  | A1                    | Australia             | 33                    |                       |                       |                     |                     |                     |                     |                     |                     |                     |                     |                     |                     |
|  | B2                    | Scozia                | 16                    |                       |                       |                     |                     |                     |                     |                     | 22 novembre, Sydney | 22 novembre, Sydney | 22 novembre, Sydney | 22 novembre, Sydney | 22 novembre, Sydney |
|  |                       |                       |                       |                       |                       |                     |                     |                     |                     |                     |                     | Australia           | 17                  |                     |                     |
|  | 9 novembre, Melbourne | 9 novembre, Melbourne | 9 novembre, Melbourne | 9 novembre, Melbourne | 9 novembre, Melbourne |                     |                     |                     |                     |                     |                     | Inghilterra (dts)   | 20                  |                     |                     |
|  | B1                    | Francia               | 43                    |                       |                       |                     |                     |                     |                     |                     |                     |                     |                     |                     |                     |
|  | A2                    | Irlanda               | 21                    |                       |                       | 16 novembre, Sydney | 16 novembre, Sydney | 16 novembre, Sydney | 16 novembre, Sydney | 16 novembre, Sydney |                     | Finale 3º posto     | Finale 3º posto     | Finale 3º posto     |                     |
|  |                       |                       |                       |                       |                       | Francia             | 7                   |                     | 20 novembre, Sydney | 20 novembre, Sydney | 20 novembre, Sydney | 20 novembre, Sydney | 20 novembre, Sydney |                     |                     |
|  | 9 novembre, Brisbane  | 9 novembre, Brisbane  | 9 novembre, Brisbane  | 9 novembre, Brisbane  |                       |                     | Inghilterra         | 24                  |                     |                     |                     | Nuova Zelanda       | 40                  |                     |                     |
|  | C1                    | Inghilterra           | 28                    |                       |                       |                     |                     |                     |                     |                     | Francia             | 13                  |                     |                     |                     |
|  | D2                    | Galles                | 17                    |                       |                       |                     |                     |                     |                     |                     |                     |                     |                     |                     |                     |

### Quarti di finale
| Arbitro: | Tony Spreadbury |

|                                        |      |                           |
| MacDonald 15’ Mealamu 59’ Rokocoko 72’ | mt   |                           |
| MacDonald 15’                          | tr   |                           |
| MacDonald 13’, 34’, 68’                | c.p. | 14’, 40’, 51’ D. Hougaard |
| Mauger 45’                             | drop |                           |

| Arbitro: | Steve Walsh |

|                                   |      |                   |
| Mortlock 45’ Gregan 58’ Lyons 64’ | mt   | 80’ Russell       |
| E. Flatley 45’, 58’, 64’          | tr   | 80’ Paterson      |
| Flatley 4’, 22’, 36’, 52’         | c.p. | 12’, 33’ Paterson |
|                                   | drop | 38’ Paterson      |

| Arbitro: | Jonathan Kaplan |

|                                                   |      |                               |
| Magne 2’ Dominici 30’ Harinordoquy 33’ Crenca 48’ | mt   | 53’ Maggs 66’, 80’ O’Driscoll |
| Michalak 2’, 30’, 33’, 48’                        | tr   | 53’, 66’, 80’ D. Humphreys    |
| Michalak 21’, 39’, 42’, 60’, 71’                  | c.p. |                               |

| Arbitro: | Alain Rolland |

|                                        |      |                                          |
| Greenwood 43’                          | mt   | 29’ S. Jones 34’ Charvis 70’ M. Williams |
| Wilkinson 43’                          | tr   | 70’ I. Harris                            |
| Wilkinson 17’, 47’, 51’, 56’, 61’, 65’ | c.p. |                                          |
| Wilkinson 80’                          | drop |                                          |

### Semifinali
| Arbitro: | Chris White |

|               |      |                                 |
| Thorne 35’    | mt   | 10’ Mortlock                    |
| MacDonald 35’ | tr   | 10’ Flatley                     |
| MacDonald 57’ | c.p. | 24’, 33’, 42’, 54’, 61’ Flatley |

| Arbitro: | Pat O’Brien |

|              |      |                                   |
| Betsen 10’   | mt   |                                   |
| Michalak 10’ | tr   |                                   |
|              | c.p. | 30’, 40’, 54’, 63’, 73’ Wilkinson |
|              | drop | 9’, 38’, 57’ Wilkinson            |

### Finale per il 3º posto
| Arbitro: | Chris White |

|                 |      |                                                                     |
| Elhorga 42’     | mt   | 11’ Jack 21’ Howlett 51’ Rockocoko 52’ Thorn 58’ Muliaina 72’ Holah |
| D. Yachvili 42’ | tr   | 11’ MacDonald 21’, 51’, 52’, 58’ Carter                             |
| D. Yachvili 16’ | c.p. |                                                                     |
| D. Yachvili 34’ | drop |                                                                     |

### Finale
| Arbitro: | André Watson |

| |              | |
| Tuqiri 6’ | mt           | 38’ J. Robinson |
| Flatley 47’, 60’, 80’, 97’ | c.p.         | 10’, 18’, 27’, 82’ Wilkinson |
| | drop         | 100’ Wilkinson |
| · Rogers · 71’ Sailor · Mortlock · Flatley · Tuqiri · Larkham · Gregan · 57’ Lyons · Waugh · G. Smith · 48’ Sharpe · Harrison · Baxter · 57’ Cannon · 92’ Young | Formazioni   | · Lewsey · J. Robinson · W. Greenwood · Tindall 79’ · Cohen · Wilkinson · Dawson · Dallaglio · Back · R.A. Hill 93’ · Kay · M. Johnson · Vickery 86’ · Thompson · Woodman |
| · 48’ Giffin · 57’ Cockbain · 57’ Paul · 71’ Roff · 92’ Dunning                                                                                                 | Sostituzioni | · Catt 79’ · Leonard 86’ · Moody 93’ |
| Eddie Jones | Allenatori   | Clive Woodward |

## Il post-torneo

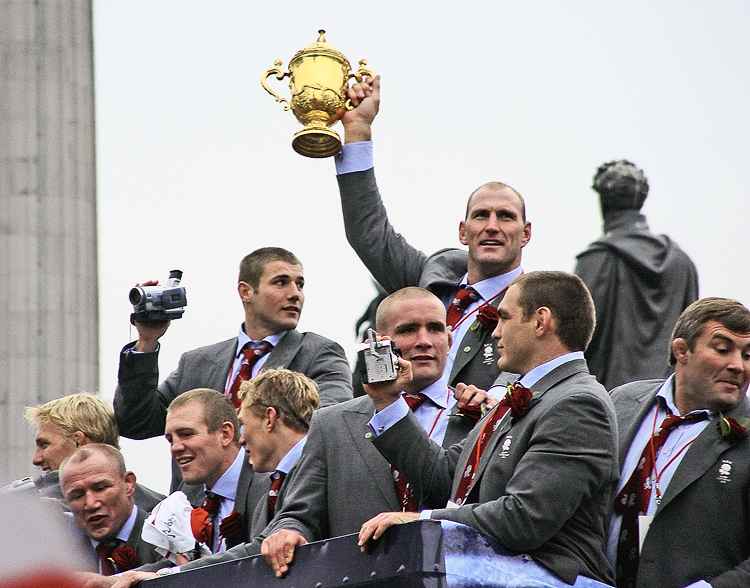
Celebrazione dei giocatori inglesi a Londra

Nella prima mattinata del martedì successivo alla finale la squadra inglese atterrò a Heathrow: nonostante l'ora, circa le quattro e mezzo del mattino, i giocatori furono accolti da una folla di tifosi giunti all'aeroporto londinese per salutarli.
Jonny Wilkinson fu nominato dall'IRB miglior giocatore dell'anno e della competizione, e la Corona britannica organizzò un ricevimento a Buckingham Palace il 9 dicembre successivo: la squadra fu portata in parata per le vie di Londra e fu ricevuta dalla regina Elisabetta II, il suo consorte Filippo e i principi William e Anna; a seguire anche il primo ministro Tony Blair ricevette la squadra e i suoi dirigenti a Downing Street.
Una folla stimata di circa 750000 persone accompagnò l'evento, il maggiore nella storia sportiva del Regno Unito, superiore per affluenza perfino a quello del 1966 quando a diventare campione mondiale fu la nazionale di calcio.
Singolarmente, tali due vittorie, le maggiori dell'Inghilterra negli sport di squadra, sono collegate da una relazione familiare: tra gli uomini della squadra vittoriosa in Australia figurava il tre quarti centro Ben Cohen, il cui zio, George Cohen, si laureò campione del mondo 1966 con l'Inghilterra del calcio.
Tutti i giocatori della squadra ricevettero almeno l'onorificenza di membro dell'Ordine dell'Impero Britannico, tranne Martin Johnson che fu insignito del titolo di comandante e Jason Leonard e Jonny Wilkinson di quello di ufficiali; il commissario tecnico Clive Woodward fu nominato altresì Knight Bachelor.

## Statistiche
L'Inghilterra campione del mondo espresse, come detto, il miglior giocatore del torneo, Jonny Wilkinson, che vinse anche la classifica dei realizzatori con 113 punti; dietro di lui, almeno in tripla cifra, il francese Frédéric Michalak con 103 punti e l'australiano Elton Flatley con 100.
Tutto neozelandese, invece, il podio dei realizzatori di mete: a quota 7 affiancati in testa Doug Howlett e Mils Muliaina, con una di meno Joe Rokocoko; a quota 5 mete un quinquetto formato da 3 australiani (Chris Latham, Mat Rogers e Lote Tuqiri) e 2 inglesi (Will Greenwood e Josh Lewsey).
A consuntivo, l'edizione 2003 della Coppa del Mondo risultò essere, tra quelle tenutesi fino ad allora, la più seguita sia in televisione sia dagli spalti, nonché quella con i maggiori ricavi.
Le presenze totali furono 1837547 (media a incontro 38282) e il record d'affluenza fu registrato in occasione della finale di Sydney con 82957 spettatori sulle gradinate dello Stadium Australia.
Detta gara fu anche l'evento televisivo dell'anno, con 4340000 spettatori grazie ai quali fu il programma più visto del 2003.
Il comitato organizzatore stimò anche in 150000000 AUD (circa 90000000 €) il guadagno della manifestazione.